# تپه روستای پاسار
تپه روستای پاسار مربوط به عصر مفرغ - دوره اشکانیان است و در شهرستان هرسین، بخش مرکزی، دهستان چشمه کبود، مرکز روستای پاسار واقع شده و این اثر در تاریخ ۲۶ اسفند ۱۳۸۷ با شمارهٔ ثبت ۲۵۶۵۹ به‌عنوان یکی از آثار ملی ایران به ثبت رسیده است.